# Unité urbaine de Guéret
L'unité urbaine de Guéret est une agglomération française centrée sur la commune de Guéret, dans la Creuse, en région Nouvelle-Aquitaine.

## Données générales
Dans le zonage de 2010, l'unité urbaine était composée de 2 communes.
Dans le nouveau zonage de 2020, le périmètre est identique.
En 2022, avec 13 893 habitants, elle représente la 1re unité urbaine du département de la Creuse et occupe le 34e rang dans la région Nouvelle-Aquitaine.
En 2020, sa densité de population s'élève à 320 hab/km2. Par sa superficie, elle ne représente que 0,77 % du territoire départemental mais, par sa population, elle regroupe 11,85 % de la population du département de la Creuse.

## Composition selon la délimitation de 2020
Elle est composée des deux communes suivantes :
| Nom                   | Code Insee | Département | Statut       | Superficie (km2) | Population (dernière pop. légale) | Densité (hab./km2) | Modifier                                    |
| --------------------- | ---------- | ----------- | ------------ | ---------------- | --------------------------------- | ------------------ | ------------------------------------------- |
| Guéret (ville-centre) | 23096      | Creuse      | ville-centre | 26,21            | 12 814 (2022)                     | 489                | modifier les données · modifier les données |
| Saint-Fiel            | 23195      | Creuse      | banlieue     | 16,72            | 1 079 (2022)                      | 65                 | modifier les données · modifier les données |

## Évolution démographique
| 1968   | 1975   | 1982   | 1990   | 1999   | 2008   | 2013   | 2020   |
| ------ | ------ | ------ | ------ | ------ | ------ | ------ | ------ |
| 13 252 | 15 347 | 16 268 | 15 415 | 14 892 | 14 998 | 14 157 | 13 747 |

## Pour approfondir